# Alfombra de Kashan
La alfombra de Kashan es un tipo de alfombra persa.
La fabricación se interrumpió en Kashan entre la invasión afgana (1722) y finales del siglo XIX. La reactivación de la producción se hizo con alfombras de una lana de calidad superior. Los primeros ejemplares de esta reanudación se llaman Kashan Motashemi, probablemente el nombre de un artesano.
Las técnicas tradicionales de tejido de alfombras en Kashan fueron elegidas como Patrimonio Cultural Inmaterial de la Humanidad en el 2010, por la Unesco.

## Descripción
Las alfombras de Kashan se sitúan entre las mejores de Irán gracias a la calidad de su lana, a su anudado extraordinariamente denso y a la belleza del colorido y de los dibujos.

El fondo está casi siempre adornado de un medallón central que acaba por arriba y por abajo con dos coronas floridas. En el resto del fondo se entrelazan flores y follaje. A menudo el borde está adornado con el motivo hérati en la banda central y con rosetones en las bandas secundarias.

Algunas piezas son temáticas y anudadas en seda.

El fondo de las Kashan es a menudo de color rojo teja o azul oscuro. Una alfombra con fondo azul oscuro normalmente tiene el medallón y los bordes rojos, y viceversa.
El panj rang ("cinco colores") se anuda solamente con lanas de cinco colores. Generalmente el fondo es de color marfil y los motivos presentan diferentes tonalidades de beige, gris y azul celeste.